# Монте-Эрмосо (муниципалитет)
Муниципалитет Монте-Эрмосо  (исп. Partido de Monte Hermoso) — муниципалитет в Аргентине в составе провинции Буэнос-Айрес.
Территория — 230 км². Население — 6499 человек. Плотность населения — 28,26 чел./км².
Административный центр — Монте-Эрмосо.

## География
Муниципалитет расположен на юге провинции Буэнос-Айрес.
Муниципалитет граничит:
- на севере и востоке— с муниципалитетом Коронель-Доррего
- на юге — с Атлантическим океаном
- на западе — с муниципалитетом Коронель-Росалес

## Важнейшие населенные пункты[2]
| № | Населённый пункт        | Населённый пункт (исп.) | Категория | Население чел. (2010) | На карте                        |
| - | ----------------------- | ----------------------- | --------- | --------------------- | ------------------------------- |
| 1 | Монте-Эрмосо            | Monte Hermoso           | город     | 6351                  | 38°59′03″ ю. ш. 61°17′49″ з. д. |
| 2 | Бальнеарио-Саусе-Гранде | Balneario Sauce Grande  | поселок   | 118                   | 38°59′34″ ю. ш. 61°12′47″ з. д. |